# قهرمانان طوفان
قهرمانان طوفان (به انگلیسی: Heroes of the Storm) یک بازی ویدیویی میدان نبرد آنلاین چند نفره است که توسط بلیزارد انترتینمنت ساخته و در تاریخ ۲ ژوئن ۲۰۱۵ برای مایکروسافت ویندوز و مک‌اواس منتشر شد. این بازی شخصیت‌های مختلفی را از سری بازی‌های بلیزارد به عنوان قهرمان (هیرو) قابل بازی قرار می‌دهد. شخصیت‌های این بازی بر اساس جهان‌های Warcraft، Diablo , StarCraft و اورواچ آمده‌است. این بازی بصورت رایگان و براساس مدل تجاری فری‌میوم انجام می‌شود و توسط پرداخت‌های درون برنامه ای مانند خرید قهرمانان، تغییرات بصری برای قهرمانان بازی، مانت‌ها و سایر عناصر آرایشی و… پشتیبانی مالی می‌شود. بلیزراد این بازی را «صحنه نبرد آنلاین چند نفره» «multiplayer online battle arena» یا «استراتژی عملی در زمان واقعی» «action real-time strategy» نام گذاری نمی‌کند زیرا آنان احساس می‌کنند این بازی با سبک broader playstyle متفاوت است. آنها از این بازی به عنوان «قهرمان نزاع» «hero brawler» آنلاین یاد می‌کنند.

تصویری از گیم پلی بازی

## بازتاب‌ها
قهرمانان طوفان پس از انتشار به‌طور کلی بررسی‌های مطلوبی را دریافت کرد. متاکریتیک بر اساس ۵۷ بررسی، میانگین نمره ۸۶ از ۱۰۰ را نشان می‌دهد که نشان دهند «بررسی‌های معمولاً مطلوب» است. سایت گیم‌اسپات در جمع‌بندی نقد خود این بازی را «یک بازی خارق‌العاده و رقابتی که ساعاتی از لذت را ارائه می‌دهد» توصیف کرد و امتیاز ۹ از ۱۰ را اهدا کرد.

این بازی در جوایز Teen Choice Awards 2017 نامزد بخش "Game Video Game" شد.
| گردآورنده | امتیاز |
| --------- | ------ |
| متاکریتیک | 86/100 |

| ناشر                     | امتیاز |
| ------------------------ | ------ |
| دستراکتید                | 9.5/10 |
| گیم رولیشن               | [ ۹ ]  |
| گیم‌اسپات                 | 9/10   |
| گیمز ریدار+              | [ ۱۰ ] |
| آی‌جی‌ان                   | 8/10   |
| پی‌سی گیمر (ایالات متحده) | 84/100 |
| پولیگان                  | 7.5/10 |
| The Escapist             | [ ۱۴ ] |